# باب کلوز
رادو رابرت گارسیا کلوز (به انگلیسی: Rado Robert Garcia Klose) (زاده ۱۹۴۵، از لحاظ پیشه با نام رادو کلوز و همچنین باب کلوز (به انگلیسی: Bob Klose) در دهه ۱۹۶۰) عکاس و نوازنده انگلیسی است. مابین ۱۹۶۴ تا ژوئیه ۱۹۶۵ او لیدگیتاریست یک گروه موسیقی راک بود که بعدها به پینک فلوید تغییر نام یافت. هرچند که او دو ترانه هم با گروه ضبط کرده بود اما پیش از آنکه آن‌ها به پینک فلوید تغییر نام دهند گروه را ترک کرد. او در آلبوم روی یک جزیره دیوید گیلمور هم با نام رادو کلوز همکاری کرده‌است.